# Ryparosa fasciculata
Ryparosa fasciculata là một loài thực vật thuộc họ Flacourtiaceae. Đây là loài đặc hữu của Malaysia. Chúng hiện đang bị đe dọa vì mất môi trường sống.